# Eros (psychoanaliza)
Eros – według klasycznej psychoanalizy Freuda jeden z dwóch popędów sterujących emocjami, nazwany popędem życia. 
Według Freuda służy on przetrwaniu jednostki i zachowaniu gatunku. Forma energii, za pośrednictwem której popędy życia spełniają swoje funkcje to libido.